# Колядичі (станція)
Кол́ядичі (біл. Каля́дзічы) — вузлова залізнична станція Мінського відділення Білоруської залізниці на магістральній лінії південно-східного напрямку (від Мінська) — головний хід до Гомеля та кордону з Україною між зупинними пунктами Залізничний та Мачулищі. Розташована у південно-східній частині міста Мінськ, за 10 км від станції Мінськ-Пасажирський.
Від станції відгалужується сполучно-з'єднувальна лінія Колядичі — Помислище (південно-західний обхід Мінська), якою прямують вантажні поїзди з метою розвантаження мінського залізничного вузла.

## Історія
Станція відкрита 1929 року. 1970 року електрифікована змінним струмом (~25 кВ) в складі дільниці Мінськ — Пуховичі.
2011 року на станції проведена капітальна реконструкція, у зв'язку з реалізацією проєкту запуску другої лінії міської електрички за маршрутом Мінськ — Руденськ.
У 2010—2015 роках у промисловій зоні «Колядичі» було заплановано будівництво комплексу будівель і споруд слідчого ізолятора та республіканської загальносоматичної лікарні, відповідно указу президента Білорусі № 288 від 7 червня 2010 року. Планувалося, що новий СІЗО стане наступником Слідчого ізолятора № 1, який розташований у відомому Піщаловському замку на вулиці Володарського.

## Пасажирське сполучення
На станції Колядичі зупиняються електропоїзди міських ліній Мінськ — Руденськ та регіональних ліній до кінцевих станцій Мінськ-Пасажирський (пл. Інститут культури), Руденськ, Пуховичі, Осиповичі I та Бобруйськ. 